# Popis politike po državama
Ovo je popis članaka o politici za sve države.
Vidi i: Popis država
| Indeks: 0-9 A B C Č Ć D Dž Đ E F G H I J K L Lj M N Nj O P Q R S Š T U V W X Y Z Ž |

## A
Afganistan - Albanija - Alžir - Andora - Angola - Antigva i Barbuda - Argentina - Armenija -  Australija - Austrija - Azerbejdžan

## B
Bahami - Bahrein -  Bangladeš - Barbados - Belgija - Belize - Benin - Bjelokosna Obala - Bjelorusija - Bocvana - Bolivija - Bosna i Hercegovina - Brazil - Brunej - Bugarska - Burkina Faso - Burma (danas Mianmar) - Burundi - Butan

## C
Cipar - Crna Gora

## Č
Čad - Češka - Čile

## D
Danska - Dominika - Dominikanska Republika

## DŽ
Džibuti

## E
Egipat - Ekvador - Ekvatorska Gvineja - Eritreja - Estonija - Etiopija

## F
Fidži - Filipini - Finska - Francuska

## G
Gabon - Gambija - Gana - Grčka - Grenada - Gruzija - Gvajana - Gvatemala - Gvineja - Gvineja Bisau

## H
Haiti - Honduras - Hrvatska

## I
Indija - Indonezija - Irak - Iran - Irska - Island - Istočni Timor - Italija - Izrael

## J
Jamajka - Japan - Jemen - Jordan - Jugoslavija, vidi Srbija i Crna Gora - Južnoafrička Republika - Južna Koreja

## K
Kambodža - Kamerun - Kanada - Katar - Kazahstan - Kenija - Kina - Kirgistan - Kiribati - Kolumbija - Komori - Kongo, vidi Demokratska Republika Kongo (bivši Zair) i Republika Kongo - Koreja, vidi Sjeverna Koreja i Južna Koreja - Kostarika - Kuba - Kukovi otoci - Kuvajt

## L
Laos - Lesoto - Letonija - Libanon - Liberija - Libija - Lihtenštajn - Litva - Luksemburg

## M
Madagaskar - Mađarska - Makedonija - Malavi - Maldivi - Malezija - Mali - Malta - Maroko - Maršalovi otoci - Mauritanija - Mauricius - Meksiko - Mianmar - Mikronezija  - Moldavija - Monako - Mongolija - Mozambik

## N
Namibija - Nauru - Nepal - Niger - Nigerija - Nikaragva - Niue - Nizozemska - Norveška - Novi Zeland

## NJ
Njemačka

## O
Obala Bjelokosti, vidi Bjelokosna Obala - Oman

## P
Pakistan - Palau - Palestina - Panama - Papua Nova Gvineja - Paragvaj - Peru - Poljska - Portoriko - Portugal

## R
Ruanda - Rumunjska - Rusija

## S
Salvador - Samoa - San Marino - Saudijska Arabija - Sejšeli - Senegal - Sijera Leone - Singapur - Sirija - Sjedinjene Američke Države - Sjeverna Koreja - Slovačka - Slovenija - Solomonski Otoci - Somalija - Srbija - Srednjoafrička Republika - Sudan - Surinam -  Svazi - Sveta Lucija - Sveti Kristofor i Nevis - Sveti Toma i Princip - Sveti Vincent i Grenadini

## Š
Španjolska - Šri Lanka - Švedska - Švicarska

## T
Tadžikistan - Tajland - Tajvan - Tanzanija - Togo - Tonga - Trinidad i Tobago - Tunis - Turkmenistan - Turska - Tuvalu

## U
Uganda - Ujedinjeni Arapski Emirati - Ukrajina - Urugvaj - Uzbekistan

## V
Vanuatu - Vatikan - Velika Britanija - Venecuela - Vijetnam

## Z
Zair, vidi Demokratska Republika Kongo) - Zambija - Zapadna Sahara - Zapadna Samoa, vidi Samoa - Zelenortska Republika - Zimbabve